# 어설라 프랭클린
어설라 마티우스 프랭클린(Ursula Martius Franklin CC OOnt FRSC, 1921년 9월 16일 ~ 2016년 7월 22일)은 캐나다의 야금학자, 연구 물리학자, 작가, 교육자로서 토론토 대학교에서 40년 이상 가르쳤다. 프랭클린은 기술의 정치적, 사회적 영향에 관한 저술로 가장 잘 알려져 있다. 1989년 매시(Massey) 강의를 바탕으로 한 "The Real World of Technology"의 저자였다. 프랭클린은 실천적인 퀘이커였으며 평화주의와 페미니스트 운동을 위해 적극적으로 일했다. 그녀는 전쟁의 무익함과 평화와 사회 정의의 연관성에 대해 광범위하게 글을 쓰고 연설했다. 프랭클린은 캐나다에서 소녀와 여성의 평등을 장려한 공로로 총독상과 인권 증진에 대한 공로로 피어슨 평화 메달을 포함하여 수많은 영예와 상을 받았다. 2012년에 그녀는 캐나다 과학 및 공학 명예의 전당에 헌액되었다. 토론토 고등학교인 어설라 프랭클린 아카데미(Ursula Franklin Academy)와 토론토 대학 캠퍼스의 어설라 프랭클린 스트리트(Ursula Franklin Street)가 그녀의 이름을 따서 명명되었다.